# Léon Wouters (football)
ne pas le confondre avec un autre ancien joueur de l'Antwerp FC: Louis Wouters.
Léon Léo Wouters était un joueur et entraîneur belge de football, né le 15 juin 1930 à Wechelderzande et décédé le 27 mars 2015 à Rijkevorsel, deux localités de la Campine anveroise en Belgique. Il a été Champion de Belgique et a remporté la Coupe de Belgique.

## Biographie
Léon Wouters découvre le football dans son village natal de Wechelderzande près de Rijkevorsel. Le club local s'appelle le K. FC De Vrede (fr: R. FC La Paix). Repéré par des scouts, il est transféré, à l'âge de 19 ans, au R. Antwerp FC. Avec l'argent du transfert, son club formateur s'achète un nouveau terrain. Léo fait ses grands débuts dans ce qui est encore la Division d'Honneur, le 12 février 1950 lors de la venue du Lyra et une ample victoire (6-1). Cela reste sa seule apparition de la saison, mais dès le mois dès le début du championnat suivant il devient un titulaire. Le 3 septembre 1950, il signe son premier goal pour le « Great Old », une réalisation assortie d'un doublé qui offre le partage à son équipe.
Léo preste 14 saisons sous la vareuse du « Great Old », comme attaquant, le plus souvent comme « extérieur gauche » dans le schéma tactique du WM. Il termine trois fois meilleur buteur du « matricule 1 ». Remportant la coupe de Belgique 1955, il termine vice champion national la saison suivante à trois points du R. SC Anderlechtois.
En 1957, Léon Wouters et les Rouges et Blancs anversois conquièrent les écussons nationaux.

### Confusion
Léon Wouters est souvent confondu avec Louis (huit ans plus âgé) qui défend aussi les couleurs anversoises mais pas tout à fait à la même période. La confusion vient le plus souvent de la consultation des archives d'époque. Les compte-rendu sportifs font très souvent état d'un « L. Wouters », mais sans nécessairement préciser qui de « Léon » ou qui de « Louis » a effectivement joué. Ainsi « Léon » dispute le match aller du huitième de finale de la Coupe des Champions 57-58, le 31 octobre 1957 au Bosuil . Par contre, pour le retour à Bernabeu, le 28 novembre suivant, c'est « Louis » qui est titulaire. Notons que l'Antwerp est éliminé avec deux défaites. Un honorable « 1-2 » à Deurne et un sévère « 6-0 » à Madrid.

### Entraîneur
Au terme de la saison 63-64, Léo Wouters quitte l'Antwerp et prodigue ses services et son expérience dans sa région natale, au K. FC Zwarte Leeuw quitte milite alors en 3e Provinciale... pour la toute dernière fois. En effet, avec Léo Wouters dans ses rangs le club porteur du « matricule 1124 » remporte le titre et réintègre le 2e niveau provinciale quitté trois ans plus tôt. Wouters arrête alors sa à 34 ans.
En 1969, alors que le club prend la dénomination de FC Rijkevorsel, Léo en accepte le poste d'entraîneur qu'il conserve trois saisons. La montée en P1 est manqué de peu à deux reprises. En 1970, le club jaune et noir échoue 6 points derrière le VC Gierle et en 1971, l'obstacle est le FC Stabroek qui termine avec 4 unités de plus. En 1972, Zwarte Leeuw ne fait pas mieux qu'une 6e place finale. Léon Wouters passe la main et douze mois plus tard, le club, qui a adapté son appellation en FC Rijkevorsel, conquiert sa place parmi l'élite provinciale, après deux test-matchs contrer l'Excelsior Vorst !

## Palmarès
R. Antwerp FC
- Championnat de Belgique (1) : 
  - Champion : 1956-57.
  - Vice-Champion : 1955-56, 1957-58 et 1962-63.

- Coupe de Belgique (1) :
  - Vainqueur : 1954-55.